# Гуткин, Лев Соломонович
Лев Соломонович Гуткин (22 ноября 1914 года — 9 февраля 2011 года, Москва) — учёный в области радиотехнических устройств и теории радиоприема, профессор, доктор технических наук, заслуженный деятель науки и техники РСФСР, лауреат Государственной премии.

## Биография
Лев Соломонович Гуткин родился в 1914 году в Томскве.
В 1931 году окончил Московский телефонный техникум. В 1932 году поступил и в 1937 году успешно окончил на электрофизический факультет Московского энергетического института по специальности «Радиотехника». Его дипломный проект выдвигался на премию имени академика Петрова. По окончании института Л. С. Гуткин был оставлен в МЭИ для обучения в аспирантуре на кафедре радиоприемных устройств. Перед войной Л. С. Гуткин поработал в радиопромышленности, занимался разработкой радиокомпасов. В 1940 году защитил кандидатскую диссертацию, посвященную вопросам сверхрегенеративного радиоприема (с положительной обратной связью в одном из каскадов усиления) и был утвержден доцентом кафедры радиоприема.
В июле 1941 года Л. С. Гуткин с больным сердцем (компенсированный порок сердца) ушел добровольцем фронт. Воевал рядовым в роте радиоуправления. Принимал участие в боях в составе танковой дивизии Юго-западного направления, на Калининском фронте. Дослужился до звания младшего лейтенанта и должности помощника по радиоуправлению командующего бронетанковыми механизированными войсками фронта. В 1943 году Государственный комитет обороны по ходатайству директора МЭИ Голубцовой В. А. отозвал из армии для работы в МЭИ несколько молодых специалистов, среди них был и Л. С. Гуткин.
После войны Гуткин Л. С. руководил в институте научно-исследовательской работой, связанной с анализом и разработкой сложных радиотехнических систем. Эта работа сыграла большую роль в развитии радиотехники. В 1952 году Лев Соломонович защитил докторскую диссертацию, которая в 1953 году была опубликована в виде монографии «Преобразование сверхвысоких частот и детектирование». В 1956 году ему было присвоено ученое звание профессора.
В 1961 году на радиотехническом факультете Московского энергетического института была создана кафедра радиотехнических систем. Руководителем кафедры стал профессор Л. С. Гуткин. Он возглавлял кафедру по 1984 год.
Лев Соломонович Гуткин скончался 9 февраля 2011 года в Москве.

## Научная деятельность
Область научных интересов: развитие теории оптимальных методов радиоприема при сложных помехах, теории оптимизации систем и устройств по совокупности показателей качества, системы радиоуправления и др. Разрабатываемая на кафедре теория оптимального радиоприема ныне широко используется в космической связи, сотовых телефонах, в приемниках спутниковой радионавигационной системы «Глонасс» и др.
В 1960—1980-х годах Гуткин Л. С. принимал участие в организации Всесоюзных научно-методических семинаров по проблемам проектирования радиосистем. В 2002 году вышел на пенсию. В свое время студентам радиотехнического факультета МЭИ читались курсы под названием: Радиотехнические системы ч. 1, 2. 3, 4. Одним из этих курсов был курс Гуткина Л. С. Ученики Л. С. Гуткина стали докторами и кандидатами наук, инженерами и руководителями ракетно-космической отрасли страны.

### Труды
Л. С. Гуткин является автором книг в серии «Библиотека радиоинженера», научных работ, среди которых монографии:
- «Принципы радиоуправления беспилотными объектами»
- «Теория оптимальных методов радиоприема при флуктуационных помехах»,
- «Радиоуправление реактивными снарядами и космическими аппаратами» под ред. Л. С. Гуткина.
- «Оптимизация радиоэлектронных устройств», М. 1975.

В 1961 году была издана первая часть учебника «Радиоприемные устройства», написанная Л. С. Гуткиным совместно с академиком В. И. Сифоровым и профессором В. Л. Лебедевым, в 1963 году издана вторая часть этого учебника.

## Награды и звания
- Орден Отечественной войны.
- Медаль «За отвагу».
- Почетный профессор МЭИ.
- Заслуженный деятель науки и техники РФ.
- Государственная премия СССР — за большой вклад в развитие статистической теории радиосистем.